# Rastakhiz
Rastakhiz (persiska: رستاخیز Rastākhiz, "Renässans") var ett socialt progressivt nationalistiskt parti i Iran som bildades av shahen Mohammad Reza Pahlavi den 2 mars 1975. Partiet var avsett som Irans enda parti, med monopol på all politisk verksamhet i Iran, och som alla iranier var skyldiga att tillhöra. Partiet förbjöds vid den islamiska revolutionen 1979 men verksamheten har fortsatt i exil.

## Bakgrund

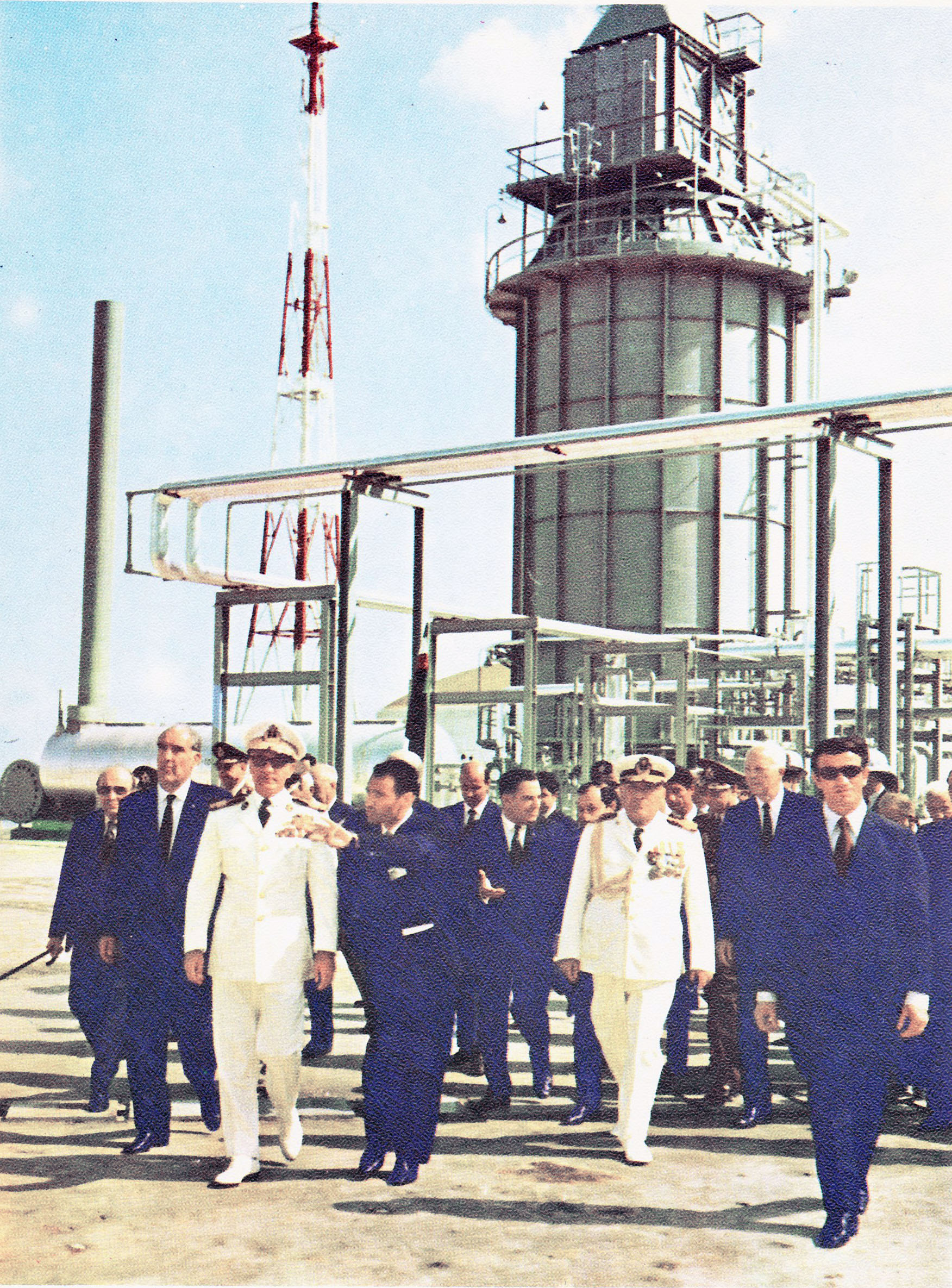
Shahen Mohammed Reza Pahlavi besöker ön Khargs petrokemiska komplex 1970.

I början av 1957 var Mohammed Reza Pahlavis uttalade mål att man i Iran skulle upprätta ett tvåpartisystem efter amerikansk modell. Han gav därför premiärminister Manouchehr Eghbal i uppdrag att försöka införa ett sådant system. Eghbal skulle själv grunda ett av de två partierna, medan Asadollah Alam skulle grunda det andra. Eghbal grundade partiet Melliyun (Nationalisterna) medan Alam grundade Folkpartiet (Mardom). Den nittonde sessionen i parlamentet avslutades den 9 juli 1960 och inför det kommande valet fördes en intensiv debatt mellan partierna. I valrörelsen dök det helt oväntat upp en tredje politisk kraft som återupplivade ett politiskt liberalt klimat, nämligen Nationella Fronten. 
Eghbal attackerades av både Folkpartiet och Nationella fronten. Han försökte att ”styra” det val som hölls den 19 juli 1960. Han anklagades för valfusk, massiva protester och demonstrationer följde, och den 3 augusti 1960 inleddes även en rättegång mot Eghbal. Ali Amini och Asadollah Alam talade om det största valfusket i Irans historia, vilket fick premiärminister Eghbal att avgå den 7 augusti 1960. Shahen bad de nyvalda parlamentarikerna att frånträda sina poster eftersom de uppenbarligen inte hade folkets förtroende. Ny premiärminister blev Jafar Sharif-Emami. Det första försöket att införa ett tvåpartisystem hade misslyckats. 
Den 16 december 1963 grundade Hassan Ali Mansur partiet Iran Novin (Nya Iran) som snabbt blev det största partiet i det parlamentariska systemet i Iran. Det av Asadollah Alam grundade Mardom hamnade i minoritet. Båda partierna stödde Mohammed Reza Pahlavis reformprogram, den vita revolutionen. Efter mordet på Mansur 1965 tog Amir Abbas Hoveyda över som premiärminister och ledare för Iran Novin.

## Rastakhiz grundas

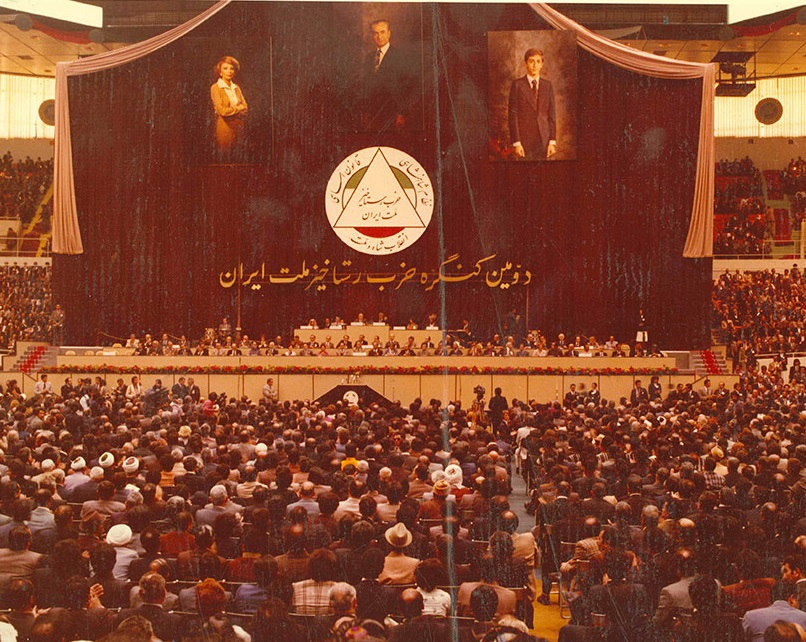
Rastakhiz partikongress 1976

Rastakhiz bildades på order av Mohammad Reza Pahlavi under Amir Abbas Hoveydas tid som premiärminister. Den 2 mars 1975 uppgav shahen att tvåpartisystemet inte fungerade som ämnat för att genomföra progressiv samhällsutveckling. Det regerande partiet Iran Novin och oppositionspartiet Folkpartiet skulle upplösas. Målet blev nu att skapa ett fungerande enpartisystem där alla kunde delta politiskt. Hoveyda blev det nya partiets första partiledare (dabir-e koll, "generalsekreterare") och ansvarig för att utarbeta partiets stadgar. Den 8 september 1975 hölls Rastakhiz första kongress. Varje medborgare i Iran som hade fyllt 18 år blev automatiskt medlem, såvida han eller hon inte hade avsagt sig medlemskapet.
Mohammad Reza Pahlavi hade tidigare avfärdat enpartisystem som passande för fascistiska och kommunistiska ledare och därför förvånades många analytiker när han förespråkade att den politiska makten skulle vila hos ett enda parti. Det råder oenighet om vilka faktorer som fick shahen att kraftigt begränsa det politiska spektrumet men mycket talar för att han trodde att det skulle skapa politisk stabilitet och ge förnyad ideologisk kraft till kampen mot inhemsk kommunism och islamism.

## Politiska aktiviteter

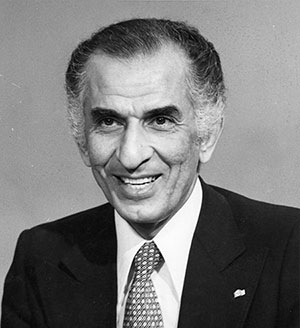
Jamshid Amouzegar, 1977.

Partiet hade två flyglar, en "progressiv flygel", som leddes av Jamshid Amouzegar, och en "konstruktiv flygel" under ledning av Hushang Ansari. Den progressiva flygeln fokuserade på välfärdssystem, ekonomisk balans, decentralisering och politiskt deltagande, medan den konstruktiva flygeln fokuserade på ekonomisk tillväxt, teknisk utveckling och industrialisering. De två flyglarna skulle tillsammans organisera de politiska åsikterna och diskutera den föreslagna lagstiftningen genom den parlamentariska beslutsprocessen.
Partiet fick efter revolutionen 1979 delvis skulden för monarkins fall eftersom dess program ledde till att tidigare relativt "opolitiska" iranier blev oppositionella mot staten. Man tvingade den i det iranska samhället inflytelserika traditionella köpmannaklassen, bazari, till ett obligatoriskt medlemskap i partiet och de tvingades också betala mer skatt. På många håll i Iran såg man partiets inblandning i politiska, ekonomiska och religiösa intressen som stötande. Motståndet blev inte mindre av att de politiska partier som fanns 1975 antingen förbjöds eller införlivades i Rastakhiz.
Till partiet hörde en ungdomsorganisation och en speciell "kampgrupp" som 1975 startade en storskalig "anti-ockerkampanj" mot bazariklassen som också framställdes som "fiender till staten". Shahen såg kampanjen som en fortsättning på en "kulturell modernisering" av Iran, och som en del av den 1963 initierade "vita revolutionens" mål att omvandla Iran till ett modernt, sekulärt och västligt orienterat samhälle.
I slutet av 1978 gick Rastakhiz envälde mot sitt slut när den politiska oron tilltog och den islamiska revolutionen närmade sig. Efter revolutionen i februari 1979 förbjöds partiet. Flera av dess företrädare avrättades medan andra hunnit fly landet.

## Arvet efter Rastakhiz
Efter revolutionen har ett antal andra monarkistiska grupper verkat i exil och propagerat för återupprättandet av den konstitutionella monarkin i Iran, men dessa grupper har ingen anknytning till det ursprungliga Rastakhiz och inte heller något erkännande av den gamla shahfamiljen. Reza Pahlavi, son till Mohammad Reza Pahlavi, har till och med fördömt flera av dem. Monarkistiska grupper är strängt förbjudna i landet och anhängare fängslas vanligen om deras tillhörighet blir känd.